# 国康親王
国康親王（くにやすしんのう）は、仁明天皇の第六皇子。母は藤原福当麻呂の娘・賀登子。官位は四品・上野太守。

## 経歴
仁寿4年（854年）四品・上野太守に叙任されるが、病弱なため出仕に堪えず斉衡3年（856年）出家。寛平10年（898年）3月15日薨去。

## 官歴
『日本文徳天皇実録』による。
- 仁寿4年（854年） 正月7日：四品。正月16日：上野太守
- 斉衡3年（856年） 4月26日：出家
- 寛平10年（898年） 3月15日：薨去（上野太守四品）[2]